# Vic Legley
Victor (Vic) Legley (født 18. juni 1915 i Hazebrouk, død 28. november 1994 i Ostende, Belgien) var en belgisk komponist, violinist og lærer af fransk oprindelse.
Legley hører til en af Belgiens vigtige moderne komponister. Han studerede violin og kontrapunkt i Ypres, og kom på musikkonservatoriet i Brussel (1935), hvor han færdiggjorde sine studier.
I 1941 begyndte han at studere komposition privat hos Jean Absil, og vandt forskellige musikpriser bl.a. Belgian Prix de Rome (1943).
Legley skrev sin første symfoni i 1942, og spillede efter 2. verdenskrig i Brussels Opera Orkester. Han har skrevet otte symfonier, orkesterværker, opera, kammermusik, koncertmusik, kormusik, klaverstykker, vokalmusik etc.
Legley var leder af den Belgiske Komponistforening (1986-1990).

## Udvalgte værker
- Symfoni nr. 1 (1942) - for orkester
- Symfoni nr. 2 (1947) - for orkester
- Symfoni nr. 3 (1953) - for orkester
- Symfoni nr. 4 (1964) - for orkester
- Symfoni nr. 5 (1965) - for orkester
- Symfoni nr. 6 (1976) - for orkester
- Symfoni nr. 7 (1988) - for blæserorkester
- Symfoni nr. 8 (1989) - for orkester
- "Miniature Symfoni" (1946) - for orkester
- 3 Violinkoncerter (1947, 1966, 1990) - for violin orkester
- Klaverkoncert (1952-1959) - for klaver og orkester
- Koncert (1956) - for pauker og orkester
- "De to ledetråde har taget fat i mig" (1959-1963) - opera
- 4 Klaver Sonater (1946, 1974, 1977, 1985) - for klaver